# Pessoa do Ano

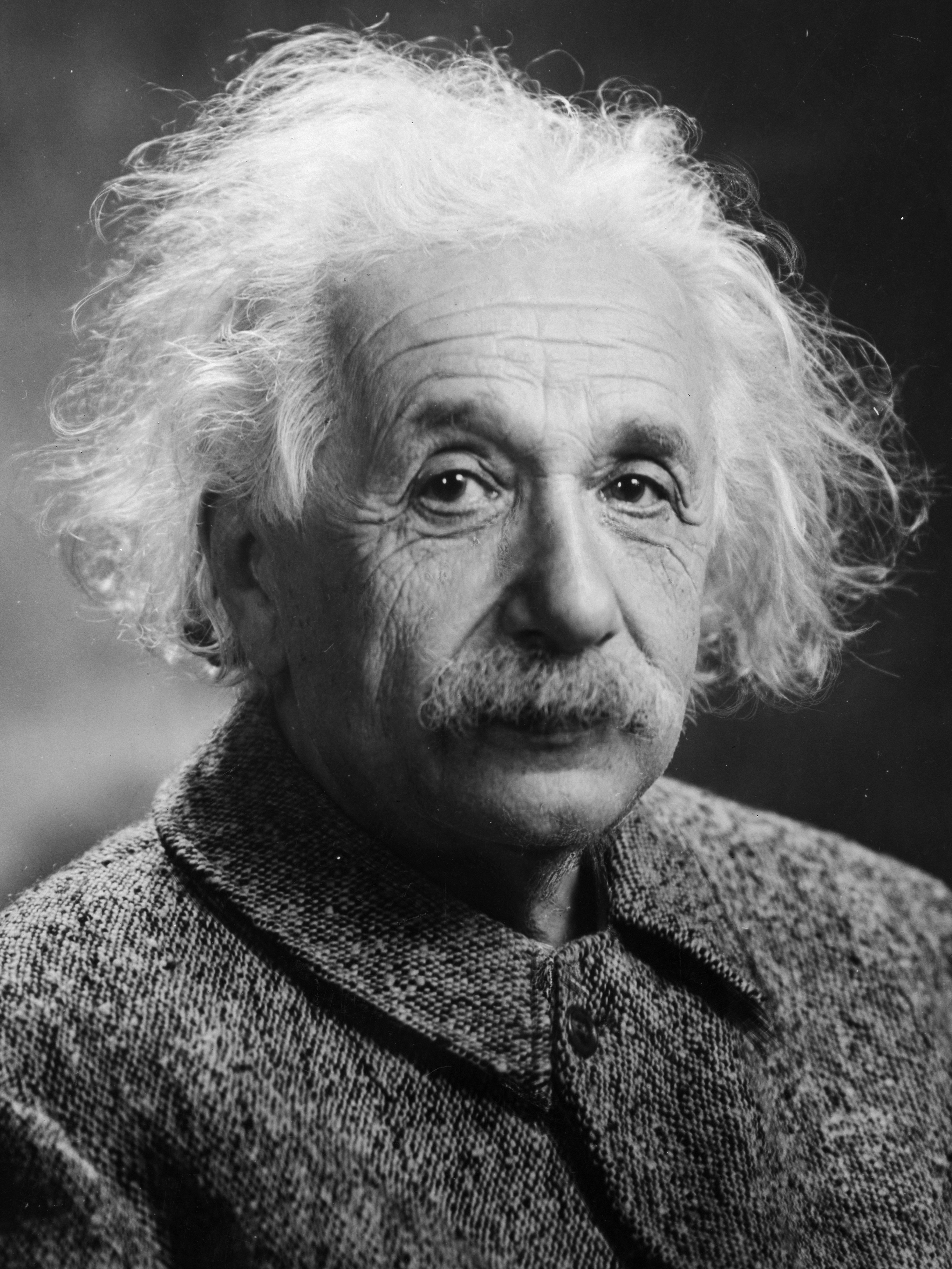
Albert Einstein, eleito em 1999 como Pessoa do Século

A Pessoa do Ano (Person of the Year) é uma edição anual da revista Time que destaca o perfil de um homem, mulher, casal, grupo, ideia, lugar ou máquina que, "para o bem ou para o mal, mais influenciou eventos no ano".

## História
A tradição de escolher um "Homem do Ano" começou em 1927, quando os editores da Time estavam pensando sobre o que escrever numa semana de poucas notícias. Inicialmente, eles buscaram remediar um constrangimento editorial de mais cedo naquele ano quando a revista não colocou o aviador Charles Lindbergh na sua capa após o histórico voo transatlântico. No fim do ano, eles vieram com a ideia de uma reportagem de capa sobre Lindbergh ser o "Homem do Ano".
Desde então, uma pessoa, grupo de pessoas (um time de indivíduos escolhidos ou uma categoria demográfica), ou, em dois casos especiais, uma invenção e o planeta Terra, vem sendo escolhido para uma edição especial no fim de cada ano. Em 1999, o título foi alterado para "Pessoa do Ano" num esforço para evitar o sexismo. No entanto, as únicas mulheres a ganhar o prêmio depois da mudança foram aquelas em 2002 que denunciaram as práticas ilegais das empresas em que trabalhavam e Melinda Gates (junto de seu marido, Bill Gates e de Bono). Quatro mulheres ganharam o título quando ainda era "Homem do Ano": Corazon Aquino em 1986, Rainha Elizabeth II em 1952, Soong Mei-ling (Madame Chiang Kai-shek) em 1937 e Wallis Simpson em 1936. No entanto, as mulheres foram incluídas em diversos grupos, como entre os cientistas dos EUA em 1960, os norte-americanos da classe média em 1969 e "você" em 2006.
Desde 1927, cada presidente dos Estados Unidos foi uma Pessoa do Ano pelo menos uma vez, com a exceção de Calvin Coolidge, Herbert Hoover e Gerald Ford.
A edição de 31 de dezembro de 1999 da Time nomeou Albert Einstein como "Pessoa do Século". Franklin D. Roosevelt e Mahatma Gandhi foram escolhidos como segundo e terceiro colocados.

## Polêmica
O título é frequentemente confundido como uma honra. Muitos, incluindo alguns membros da imprensa dos Estados Unidos, continuam a perpetuar a ideia de que a posição de "Pessoa do Ano" é um prêmio ou recompensa, apesar das frequentes declarações da revista dizendo o contrário. Parte da confusão parte do fato de que muitas pessoas admiráveis (sob certo ponto de vista) receberam o título — talvez a maioria. Por isso, alguns jornalistas descrevem a nova pessoa do ano como mais uma no "grupo" de vencedores passados como Martin Luther King. O fato de que pessoas como Adolf Hitler já terem receberam o título é pouco conhecido.
A escolha do Aiatolá Khomeini como Homem do Ano em 1979 desagradou os leitores da revista nos Estados Unidos, fazendo com que centenas de assinantes cancelassem sua assinatura[carece de fontes?]. Desde então, a Time tem evitado escolher candidatos polêmicos. A Pessoa do Ano de 2001 — ainda sob os efeitos dos ataques de 11 de Setembro de 2001 — foi o prefeito de Nova York Rudolph Giuliani. Foi um resultado polêmico; muitos acharam que ele mereceu, mas muitos outros[carece de fontes?] acharam que as regras de seleção ("o indivíduo ou grupo que teve o maior efeito nas notícias do ano") tornariam Osama bin Laden a escolha óbvia. É interessante lembrar que, naquela edição, a revista incluiu uma reportagem sobre a escolha do Aiatolá Khomeini como Homem do Ano em 1979 e a rejeição de Hitler como Pessoa do Século em 1999. O artigo parecia querer dizer que Bin Laden era um candidato mais forte que Giuliani para Pessoa do Ano e Hitler era um candidato mais forte que Albert Einstein para Pessoa do Século, mas não foram escolhidos devido à sua influência "negativa" na história.
De acordo com reportagens em jornais de respeito, os editores da Time tiveram problemas com a escolha, temendo que a escolha do líder da al-Qaeda ofendesse leitores e anunciantes. Bin Laden já tinha aparecido nas capas de 1 de outubro, 12 de novembro e 26 de novembro. Muitos leitores expressaram descontentamento em ver seu rosto na capa novamente. No final, a escolha de Giuliani levou alguns a criticar a Time por ter falhado em seus próprios padrões[carece de fontes?].
Recentemente, as escolhas para Pessoa do Ano também vêm sendo criticadas por serem muito centrados nos EUA, o que difere da tradição original de reconhecer líderes políticos e pensadores estrangeiros. Até Bono receber o título compartilhado em 2005, a Time passou mais de uma década sem reconhecer um indivíduo que não era dos Estados Unidos. Uma análise por nacionalidade também mostra que mais da metade das pessoas que já receberam o título eram norte-americanas. Nos anos de eleição presidencial nos Estados Unidos, os presidentes que venceram as eleições daquele ano (George W. Bush, Bill Clinton, Richard Nixon e Jimmy Carter) foram escolhidos como Homem do Ano, mesmo sem ter exercido uma influência significativa no período.
A Time for Kids, cujo público-alvo são crianças, também começou a escolher uma Pessoa do Ano independente da revista principal. Em 2005, a autora da série Harry Potter, J.K. Rowling, foi escolhida. Em 2006, o "soldado americano" ganhou.
Em 2006, foi realizada uma enquete online para saber a opinião pública sobre quem deveria ganhar o título. Hugo Chávez, presidente da Venezuela, ficou com 35%, o presidente do Irã Mahmoud Ahmadinejad ficou com 21%, Nancy Pelosi com 12%, os criadores do YouTube com 11%, George W. Bush com 8%, Al Gore com 8%, Condoleezza Rice com 5% e Kim Jong-il com 2%.